# Es'hail 1
Es'hail 1, vormals auch Eurobird 2A und Eutelsat 25B, ist ein Fernsehsatellit von Es'hailSat und der erste Satellit Katars. Ursprünglich handelte es sich um ein Gemeinschaftsprojekt von Eutelsat und der staatlichen Technologieagentur ictQATAR.
Der Satellit wurde am 29. August 2013 20:30 UTC vom Weltraumbahnhof Kourou in Französisch-Guayana von einer Ariane 5 ins All befördert mit dem Ziel, den Nahen Osten, Nordafrika und Zentralasien zu versorgen und auf der Position 25,5° Ost Eutelsat 25C ersetzen.

## Empfang
Zum Zeitpunkt des Starts war geplant, dass der Satellit in Europa und im Nahen Osten, Nordafrika und Zentralasien empfangen werden kann. Die Übertragung sollte im Ku- and Ka-Band erfolgen.